# Ford do Brasil
Ford Motor do Brasil est la filiale brésilienne du constructeur automobile américain Ford Motor Company. La société a été créée en 1919 pour importer des véhicules Ford produits à l'étranger. C'était la deuxième filiale sud-américaine de Ford, après Ford Argentina et la première au Brésil. La société a débuté dans un entrepôt de la Rua Florêncio de Abreu, à São Paulo. En 1921, la société inaugure un atelier conçu pour faire fonctionner une chaîne de montage de véhicules, Rua Solon, dans le quartier du Bom Retiro. Les premiers modèles assemblés en CKD sont la Ford T et le camion Model TT. 
En 2018, le constructeur a annoncé que, dans un proche avenir, il ne produirait que des camions et des SUV,. Les usines de São Bernardo do Campo ont fermé en 2019. Le 12 janvier 2021, le conseil d'administration du groupe américain a annoncé l'arrêt de la production automobile au Brésil,. Les usines de Camaçari et de Taubaté (São Paulo) ont été fermées immédiatement, mais la production du SUV Troller T4 à l'usine d'Horizonte dans l'État de Ceará, a été arrêtée le 31 décembre 2021.
Ford conserve une activité commerciale sur le marché brésilien avec des véhicules importés principalement des pays du Mercosur, Argentine, Mexique et Uruguay. Dans une note distribuée à la presse, Ford déclare que "la baisse d'activité persistante et la réduction des ventes ont entraîné des années de pertes importantes, sont les motivations de la décision".

## Histoire
Jusqu'au milieu des années 1910, dans les pays d'Amérique du Sud, le parc automobile était largement composé de véhicules importés d'Europe. Lors de la Première Guerre mondiale, l'importation de voitures a été quasiment nulle du fait de la réquisition des usines pour l'effort de guerre. 
En 1913, Ford crée une succursale en Argentine, la première en Amérique du Sud, avec un atelier et un hall d'exposition. À cette époque, les véhicules Ford T & TT étaient importés. En 1914, cette petite succursale devient une entreprise industrielle.
En 1919, la succursale argentine investit 25.000 dollars pour la création de la société brésilienne Ford Motor Company, qui débute son activité dans un petit entrepôt situé Rua Florêncio de Abreu, à São Paulo, où l'assemblage en CKD des voitures Ford T et des camions TT a commencé. L'entreprise devient ainsi le premier constructeur automobile à s'implanter sur le territoire brésilien.
En 1920, le Président de la République, Epitácio Pessoa, autorise formellement l'activité de Ford au Brésil, qui quitte alors son modeste entrepôt pour de plus grands locaux, une ancienne patinoire de la Praça da República. Les ventes des Ford T et TT augmentent rapidement, ce qui a conduit l'entreprise américaine à construire sa première usine au Brésil.
Sur le projet de l'ingénieur américain BR Brown, qui avait conçu l'usine Ford de Highland Park, aux États-Unis, l'usine brésilienne Ford Motor Company de São Paulo a été inaugurée en 1921. La construction de cette usine a permis à l'entreprise d'étendre ses opérations sur le territoire brésilien. Pendant les années 1920, la prédominance des véhicules Ford était frappante. En 1923, l'usine a assemblé 4.700 voitures et 360 tracteurs avec seulement 127 salariés, un chiffre très impressionnant pour l'époque. En 1927, pour s'agrandir, l'entreprise acquiert un terrain pour une nouvelle usine à São Paulo, connue sous le nom d'usine d'Ipiranga, qui sera inaugurée en 1953.

### De l'assemblage à la fabrication

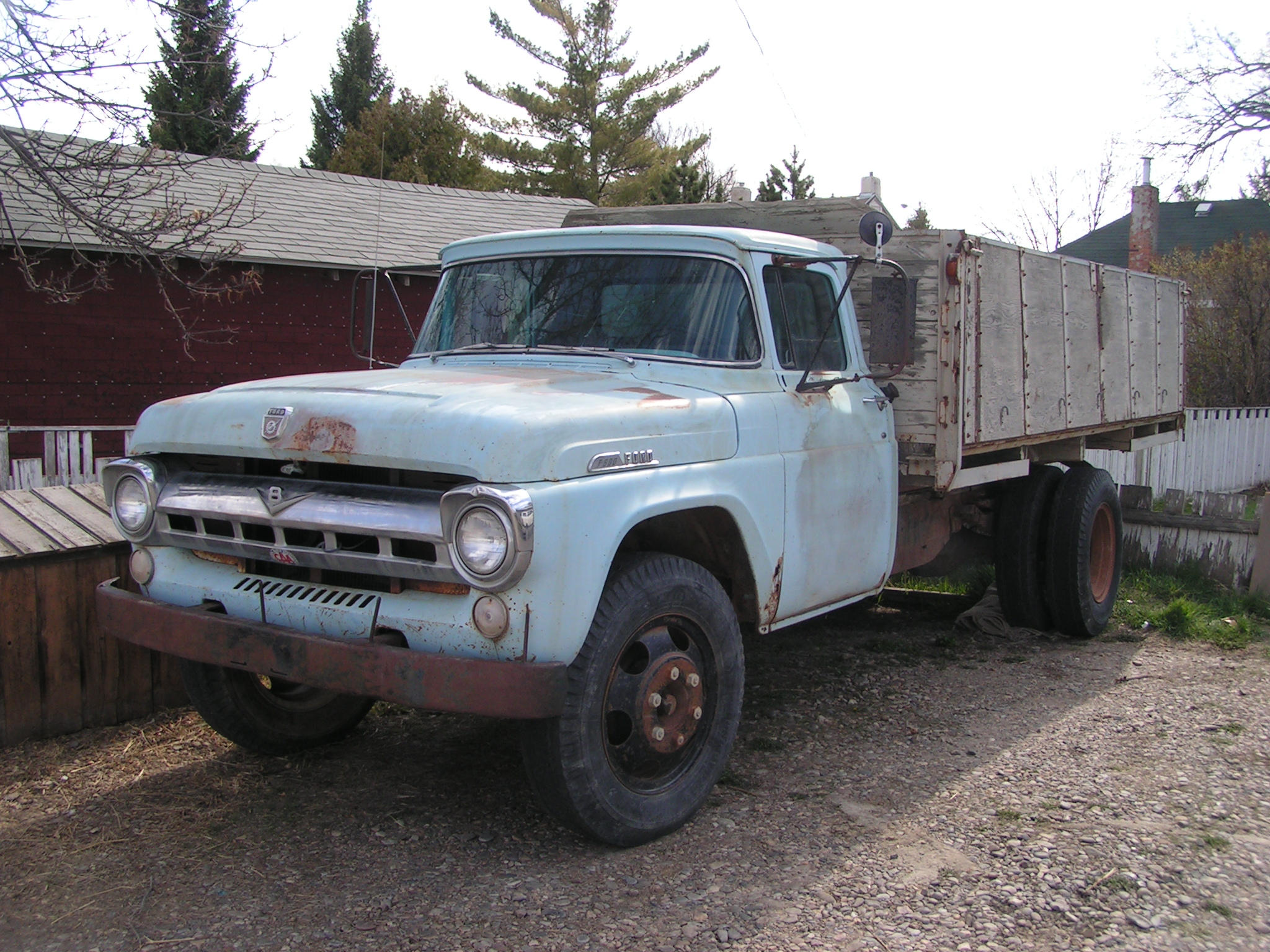
Ford F-600 (1957)

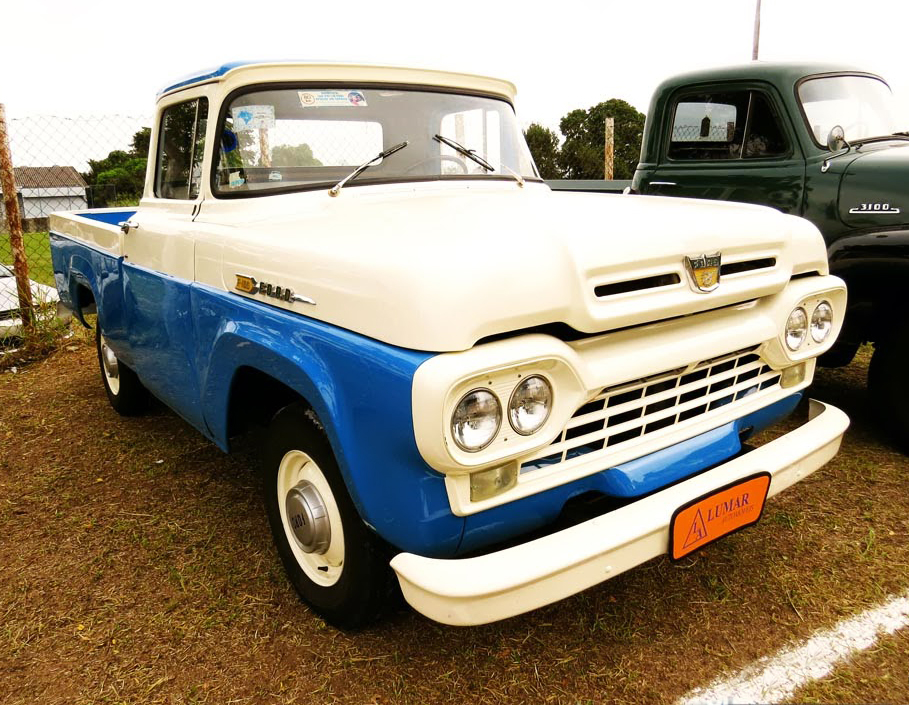
Ford F-100 (1962)

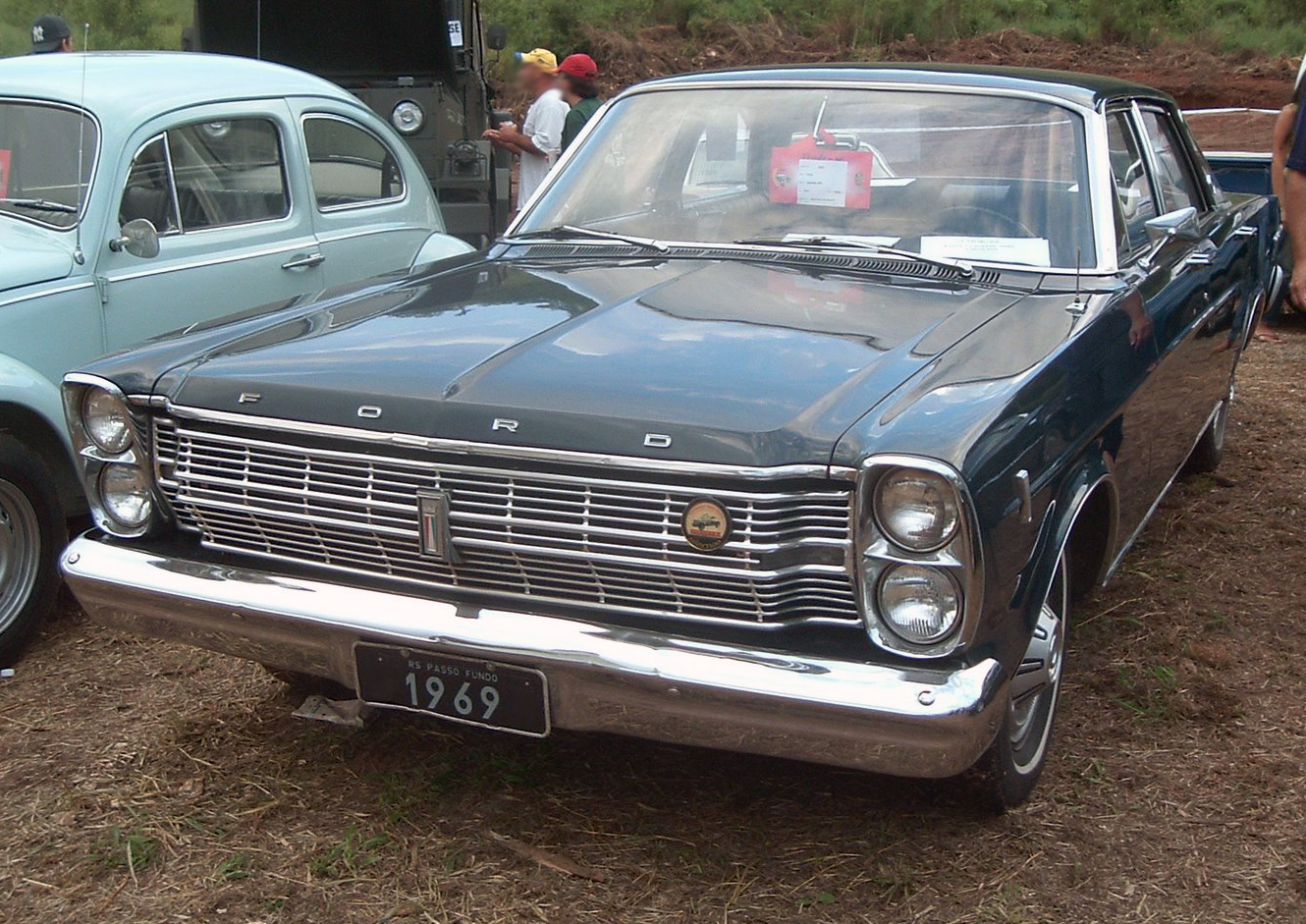
Ford Galaxie 500 (1969)

En 1953, Ford inaugure une nouvelle et grande usine à São Paulo, connue sous le nom d'usine d'Ipiranga, destinée à produire des véhicules pour le marché local. Ford inaugure une ligne de fabrication le 26 août 1957 pour la fabrication du camion moyen tonnage F-600, très similaire au F-600 fabriqué aux États-Unis, comprenant 40% de ses pièces de fabrication brésilienne, les autres étaient importés des États-Unis. La part d'intégration locale allait augmenter rapidement, au fur et à mesure que les industriels brésiliens étaient homologués comme fournisseurs de pièces OEM. Le F-600 a été suivi en 1958 par le pick-up F-100 et en 1959 par le camion léger F-350.
En 1958, l'usine d'Ipiranga a été agrandie avec le début de la production locale de moteurs, le moteur 272 Y-block.
La première automobile fabriquée, et non plus simplement assemblée, par Ford Motor do Brasil fut la Ford Galaxie en avril 1967, la même que le modèle nord-américain de 1966, à l'exception du moteur. À l'époque, c'était l'automobile la plus moderne fabriquée au Brésil. 
Le 9 octobre 1967, Ford Motor do Brasil prend le contrôle de Willys-Overland do Brasil, en difficulté, intègre l'usine de São Bernardo do Campo ainsi que deux berlines, la Willys Aero et l'Itamaraty, l'utilitaire Willys F-75, le pick-up F-75 et le tout-terrain Willys Jeep en version brésilienne. Lorsque Ford do Brasil a racheté la société Willys-Overland do Brasil, elle a hérité d'un projet de voiture moyenne qui sera lancé en 1968 après d'importantes modifications, la Ford Corcel. Ce modèle a donné, chez Renault, la Renault 12. Plusieurs modèles suivront : Corcel II, Corcel SW, Del Rey, Escort, entre autres, toutes produites dans l'usine de São Bernardo do Campo dans l'État de São Paulo.
En 1967, Ford do Brasil lance la Ford Galaxie, une des rares voitures équipée d'un moteur V8 produite au Brésil. C'était l'automobile la plus chère produite au Brésil. En 1974, Ford met en service une usine de moteurs à Taubaté, près de São Paulo, pour y produire un moteur 4 cylindres de 2,3 litres qui sera monté sur le Maverick brésilien et exporté aux États-Unis.

### Les années 1970
Au Salon de l'automobile de São Paulo, en décembre 1972, Ford présente le Maverick MY 1973, quasiment identique au modèle américain de 1970, équipé du moteur 6 cylindres Willys ou le Ford Ford V8.302, en option, tous deux remplacés par le 4 cylindres 2,3 L en 1975. Le Ford Maverick a été discrètement abandonné en 1979.
Pendant le premier choc pétrolier de 1973, le Brésil a lancé une industrie, devenue depuis très florissante, de carburants à base d'éthanol extraits de la canne à sucre. "Movido à álcool" (alimenté à l'alcool) est rapidement devenu un slogan de vente pour tous les constructeurs, dont Fiat qui a fait de la Fiat 147 le premier modèle au monde fonctionnant à l’alcool. Ford do Brasil était sur le point de lancer la Ford Escort allemande mais a rapidement développé un moteur à taux de compression plus élevé pour fonctionner à l'alcool et a procédé de même pour le petit bloc V8 pour les Galaxie et Landau, qui ont été abandonnés en 1983.

### L'épisodeAutoLatina- Fusion avec Volkswagen do Brasil
Dans les années 1980, tous les pays d'Amérique du Sud connaissent une situation économique catastrophique avec un taux d'inflation astronomique, situation qui a obligé les constructeurs automobiles à rechercher des solutions permettant de limiter les pertes abyssales. Les filiales brésilienne et argentine de Ford et de Volkswagen décident, en 1987, de fusionner dans une holding nommée AutoLatina, Volkswagen détenant 51 % des actions et Ford 49 % ; chaque marque  conservant sa propre image d'entreprise, ses structures de marketing et son réseau de vente (concessionnaires et ateliers de service). Seule les unités de conception et de fabrication ont fusionné, permettant une réduction significative des coûts de production, mais impliquant une réduction de près de moitié des effectifs.
La Ford Escort est présentée en version 3 et 5 portes en 1983, et cabriolet  en 1985. Malgré un bon niveau de ventes, Ford a décidé d'abandonner la version 5 portes en 1986 et de ne conserver que la version 3 portes. En 1989, le moteur Ford 1.6 CHT est remplacé par le VW AP 1.8 accouplé à une boîte de vitesses de la Golf allemande.
Le projet automobile commun AutoLatina a permis de lancer de nouveaux modèles : la Ford Verona et son clone Volkswagen Apollo en 1989, avec des plates-formes et des moteurs VW identiques étaient produites à bas coût, ce qui a permis aux deux marques de rester compétitives face à leurs principaux concurrents Fiat et Chevrolet.
En 1990, la Ford Versailles, version restylée de la Volkswagen Santana, est lancée dans un climat économique plus serein.

### Les années 1990 - Indépendance retrouvée
En décembre 1995, Ford et Volkswagen officialisent leur séparation à l'amiable et Volkswagen rachète les parts de Ford dans AutoLatina. Cela correspondait au 75e anniversaire de Ford do Brasil mais surtout parce que la baisse des ventes de Ford, plus importantes que celles de VW, a incité le constructeur américain à retrouver son indépendance pour reprendre le contrôle total sur toutes les opérations et appliquer les méthodes de production au plus juste pour améliorer sa compétitivité sur les marchés argentin et brésilien. Cependant, techniquement, Ford continua de s'appuyer sur les moteurs et transmissions de son ancien partenaire pendant un certain temps.
En 1996, la Ford Fiesta allemande est lancée et présentée comme nouveau modèle bas de gamme, remplaçant la Ford Escort Hobby 1.0 de 1993, définie "carro popular" (voiture du peuple), bénéficiant d'une subvention gouvernementale aux constructeurs pour produire des voitures bon marché et économes en carburant. En fait, la production de toute la gamme des Ford Escort a été délocalisée en Argentine.
Ford do Brasil a fabriqué des modèles équipés des moteurs Zetec-Rocam 4 cylindres 1.0/1.6 et Duratec 2.0 litres sur des versions à bas prix comme les Ford Ka, Fiesta et EcoSport, version SUV de la Ford Fusion Mk1 européenne.
En 2000, Ford a fermé l'usine d'Ipiranga, qui produisait des camions et des automobiles en CKD.
Une partie du succès de Ford America Latina, celle qui a généré les bénéfices les plus élevés au sein de l'opération mondiale de Ford Motor Company, a été la nouvelle usine de Camaçari, dans l'État de Bahia, dans le nord du Brésil, dans laquelle Ford a investi 4 milliards de US$. Le mini SUV Ford EcoSport et la Ford Fiesta y ont été fabriqués pour le marché brésilien et exportés également vers d'autres pays en développement.
Ford a continué à commercialiser des modèles européens comme la Focus importée d'Argentine et américains comme le pick-up Ford F-250, importé des États-Unis depuis 2006.
En 2019, Ford do Brasil comptait 396 points de vente et 233 concessionnaires répartis sur le pays.

### Années 2020 - Fin de la production
En 2001, Ford inaugure la nouvelle usine de Camaçari, dans l'État de Bahia, pour produire les modèles Ford Courier, Fiesta (Brasil), Ka, Ka+ et EcoSport. 
L'usine de Vila Prudente est fermée en 2001.
En 2019, Ford décide de fermer l'usine de São Bernardo do Campo qui sera vendue aux sociétés Construtora São José et FRAM Capital, mettant fin à la production nationale et sortant du marché sud-américain des camions
Ford do Brasil a cessé toute production au Brésil le 12 janvier 2021, après 101 ans de présence,. Les usines de Camaçari, Bahia et Taubaté ont été fermées immédiatement. L'usine Troller d'Horizonte, État du Ceará, rachetée par For en janvier 2007, a fermé le 31 décembre 2021. Ford a vendu 119.454 voitures, 19.864 pick-up et 579 camions au Brésil en 2020. 
En 2019, Ford occupait la 5e position des ventes au Brésil, avec 225.066 véhicules (7,14 % de part du marché automobile brésilien) derrière Fiat, Chevrolet, Volkswagen et Renault. En 2022, les ventes totales de For au Brésil se sont élevées à seulement 21.045 véhicules, se plaçant à la 13e place. Les modèles Ford vendus au Brésil sont désormais tous fabriqués à l'étranger, comme le Bronco et Mustang aux USA, le Ranger en Argentine et le Transit en Uruguay.

## Modèles Ford fabriqués au Brésil

### Modèles commercialisés depuis janvier 2022
- Bronco – SUV fabriqué au Mexique
- Maverick – Pick-up fabriqué au Mexique
- Mustang – Coupé fabriqué aux USA
- Ranger (1998–présent) – Pick-up fabriqué en Argentine
- Territory (2021–présent) – SUV fabriqué en Chine
- Transit – Fourgonnette fabriquée en Uruguay depuis 2021 par "Nordex S.A.", usine d'assemblage de Montevideo.

### Modèles anciens[6]
Modèles classés par ordre chronologique :
- Ford T & Ford TT importés des USA (1909–1918)
- T & TT assemblés en CKD (1919–1928)
- Ford Cupè
- F-600 (1957–1974)
- F-100 (1958–1997)
- F-350 (1959-
- Galaxie (1967–1983)
- Galaxie LTD (1969–1983)
- Belina (1970–1991)
- Maverick (1973–1979)
- Landau (1976–1983)
- Corcel (1978–1986)
- F-1000 (1979–1998)
- Del Rey (1981–1991)
- Cargo (1981–2019)
- Pampa (1982–1997)
- Escort (1983–2003) – fabriquée par Ford Argentina de 1996 à 2003
- Verona (1989–1996)
- Versailles (1991–1996) - clone de la Volkswagen Santana
- Taurus (1994-1999) – fabriquée aux USA
- Mondeo (1995-2006) – fabriquée en Belgique
- Fiesta (Hatchback : 1996–2019 – Sedan : 1999–2019) – 6e génération
- Ka (1997–2013)
- Courier (1998–2013)
- Super Duty (1998–2019)
- F-250 (1999–2012)
- EcoSport (2003–2021)
- Fusion (2006–2020) - importée du Mexique
- Transit (2009–2013)
- Ka+ (2014–2021)

Nota : Ford a fermé toutes ses usines au Brésil en 2021.

### Modèles badgés Ford ex Willys-Overland do Brasil
- Jeep (1968-1983)[13]
- Ford F-85 version militaire de la Jeep Pick-up
- Aero (1968–1971) Berline
- Itamaraty (1968–1971) Coupé
- Jeep SW (1968–1977)
- Rural (1968-1977)
- Corcel (1968–1977)
- F-75 (1977-1982)

## Chiffres de production de Ford en Brasil
| Année              | 1957 | 1958  | 1959  | 1960  | 1961  | 1962  | 1963  | 1964  | 1965  | 1966  | 1967  | total |
| ------------------ | ---- | ----- | ----- | ----- | ----- | ----- | ----- | ----- | ----- | ----- | ----- | ----- |
| Ford F100          | 641  | 1     | 0     | 0     | 0     | 0     | 0     | 0     | 0     | 0     | 0     | 642   |
| Ford F100 A        | 576  | 3230  | 4755  | 5388  | 3877  | 6506  | 4541  | 3754  | 3303  | 2603  | 1816  |       |
| Ford F250          | 162  | 0     | 0     | 0     | 0     | 0     | 0     | 0     | 0     | 0     | 0     | 162   |
| Ford F350          | 859  | 0     | 0     | 0     | 0     | 0     | 0     | 0     | 0     | 0     | 0     | 859   |
| Ford F500          | 246  | 0     | 0     | 0     | 0     | 0     | 0     | 0     | 0     | 0     | 0     | 246   |
| Ford F600          | 1878 | 28    | 0     | 0     | 0     | 0     | 0     | 0     | 0     | 0     | 0     | 1906  |
| Ford F600 A        | 2878 | 7478  | 10860 | 9838  | 7798  | 10415 | 5753  | 5706  | 5637  | 7533  | 5429  |       |
| Ford F600 A Diesel | 0    | 0     | 0     | 0     | 189   | 1338  | 1156  | 764   | 798   | 1151  | 813   |       |
| Ford G700          | 1020 | 110   | 0     | 0     | 0     | 0     | 0     | 0     | 0     | 0     | 0     |       |
| Ford F350 A        | 0    | 0     | 1623  | 3866  | 2167  | 3454  | 1513  | 1850  | 2016  | 2734  | 2715  |       |
| Ford 8BR-4         | 0    | 0     | 0     | 32    | 1246  | 916   | 407   | 0     | 0     | 0     | 0     | 2601  |
| Ford 8BR-8         | 0    | 0     | 0     | 0     | 1     | 2263  | 2134  | 2168  | 1420  | 1408  | 448   | 9842  |
| total              | 8260 | 10847 | 17238 | 19124 | 15278 | 24892 | 15504 | 14242 | 13174 | 15429 | 11221 |       |

, , , 